# Nasrin
Nasrin (persisch نسرین, DMG Nasrīn) ist ein persischer weiblicher Vorname mit der Bedeutung „wilde Rose“. Weitere Formen sind Nesrin und Nasreen.

## Bekannte Namensträgerinnen

### Vorname
- Isabel Nasrin Abedi (* 1967), deutsche Kinderbuchautorin
- Nasrin Amirsedghi (* 1957), iranisch-deutsche Publizistin, Philologin und Orientalistin
- Nasrin Bassiri (* 1945), iranisch-deutsche Politikwissenschaftlerin und Journalistin
- Nasreena Ibrahim, First Lady der Malediven
- Nasrin Kadri (* 1986), arabisch-israelische Sängerin, Musikerin, Liedtexterin und Schauspielerin
- Nasrin Khusrawi (* 1983), norwegische Schauspielerin
- Nasreen Mohamedi (1937–1990), indische Künstlerin
- Nasrin Siege (* 1950), iranisch-deutsche Entwicklungshelferin und Autorin
- Nasrin Sotudeh (* 1963), iranische Rechtsanwältin und Menschenrechtsaktivistin

### Familienname
- Taslima Nasrin (* 1962), bangladeschische Ärztin und Schriftstellerin